# Sidy Koné
Pour les articles homonymes, voir Koné.
Sidy Koné, né le 6 juin 1992 à Bamako (Mali), est un footballeur international malien qui évolue au poste de milieu défensif.

## Biographie

### Parcours amateur
Sidy Koné est formé au club malien de la Jeanne d'Arc. Il est transféré à l'Olympique lyonnais durant l'été 2010 pour intégrer le groupe de CFA lors de la saison 2010-2011.

### Parcours pro
Il intègre le groupe professionnel de l'Olympique lyonnais lors de la saison 2011/2012 et dispute son premier match officiel en Ligue 1 à l'âge de 19 ans, face à Brest, le 20 août 2011. Il se voit expulsé par l'arbitre dès son premier match en Ligue 1.
Il est prêté le 31 janvier 2013 pour six mois au SM Caen, en L2, où il ne fait pas la moindre apparition en équipe première.
Sidy Koné fait un essai au Chamois niortais Football Club en mai 2017.
En 2018, il est engagé par le Thonon Évian Football Club qui évolue dans le championnat de Régional 2 de la Ligue Rhône-Alpes (7e niveau national). 

### Parcours en équipe nationale
Il est appelé en équipe du Mali pour disputer un match amical qui se déroule le 10 août 2011 à Tunis. Il est sélectionné à trois reprises en 2011-2012.

## Statistiques

### En club
| Saison                | Club                  | Championnat           | Championnat | Championnat | Coupe(s) nationale(s) | Coupe(s) nationale(s) | Compétition(s) continentale(s) | Compétition(s) continentale(s) | Compétition(s) continentale(s) | Sélection | Sélection | Sélection | Total | Total |
| Saison                | Club                  | Division              | M.          | B.          | M.                    | B.                    | Comp.                          | M.                             | B.                             | Équipe    | M.        | B.        | M.    | B.    |
| 2011-2012             | Olympique lyonnais    | 1                     | 2           | 0           | 0                     | 0                     | -                              | -                              | -                              | Mali      | 3         | 0         | 5     | 0     |
| 2012-2013             | Olympique lyonnais    | 1                     | 0           | 0           | 0                     | 0                     | C3                             | 1                              | 0                              | -         | -         | -         | 1     | 0     |
| 2012-2013             | SM Caen               | 2                     | 0           | 0           | 0                     | 0                     | -                              | -                              | -                              | -         | -         | -         | 0     | 0     |
| 2013-2014             | Olympique lyonnais    | 1                     | 0           | 0           | 0                     | 0                     | C3                             | 2                              | 0                              | -         | -         | -         | 2     | 0     |
| Sous-total            | Sous-total            | Sous-total            | 2           | 0           | 0                     | 0                     | -                              | 3                              | 0                              | -         | 3         | 0         | 8     | 0     |
| Total sur la carrière | Total sur la carrière | Total sur la carrière | 2           | 0           | 0                     | 0                     | -                              | 3                              | 0                              | -         | 3         | 0         | 8     | 0     |